# Верхнеспасский сельсовет (Тамбовская область)
Верхнеспасский сельсовет — муниципальное образование со статусом сельского поселения в Рассказовском районе Тамбовской области.
Административный центр — село Верхнеспасское.

## История
В соответствии с Законом Тамбовской области от 17 сентября 2004 года № 232-З установлены границы муниципального образования и статус сельсовета как сельского поселения.
В соответствии с Законом Тамбовской области от 24 мая 2013 года № 271-З в состав сельсовета включены упразднённые Котовский и Липовский сельсоветы.

## Население
| 2010  | 2012  | 2013  | 2014  | 2015  | 2016  | 2017  |
| ----- | ----- | ----- | ----- | ----- | ----- | ----- |
| 1982  | ↘1964 | ↘1955 | ↗2911 | ↗2944 | ↘2834 | ↘2800 |
| 2018  | 2019  | 2020  | 2021  |       |       |       |
| ↗2809 | ↘2733 | ↘2723 | ↗3401 |       |       |       |

## Состав сельского поселения
| № | Населённый пункт | Тип населённого пункта       | Население |
| - | ---------------- | ---------------------------- | --------- |
| 1 | Алексеевка       | деревня                      | 189       |
| 2 | Верхнеспасское   | село, административный центр | ↘1955     |
| 3 | Комаровка        | деревня                      | 58        |
| 4 | Коптево          | село                         | 442       |
| 5 | Котовское        | село                         | 186       |
| 6 | Липовка          | село                         | 322       |
| 7 | Преображенье     | посёлок                      | 14        |
| 8 | Усть-Кензарь     | посёлок                      | 0         |

### Бывшие населённые пункты
На территории сельсовета исчезла деревня Богоявленка. Находилась рядом на юге с Липовкой. Ныне часть растворилась в ней, часть исчезла.